# Вардисубани (Телавский муниципалитет)
Вардисубани (груз. ვარდისუბანი) — село в Грузии, в муниципалитете Телави края Кахетия.

## География
Село расположено в западной части края, в 3 километрах по прямой к северо-западу от центра муниципалитета Телави. Высота центра — 640 метров над уровнем моря.

## Население
По данным переписи населения 2014 года, в селе проживало 2646 человек.
| год  | население |
| ---- | --------- |
| 2002 | 3288      |
| 2014 | 2646      |

## Экономика
В окрестностях села культивируются виноградники: село входит в базу производства вина Цинандали. Здесь также производятся амфоры для вина, именуемые квеври.